# Aston Martin DBR9
Aston Martin DBR9 – wyczynowa odmiana modelu Aston Martin DB9. Pierwszy raz została zaprezentowana 4 listopada 2004 roku w fabryce Astona Martina w Gaydon.
Cała konstrukcja opiera się na DB9. Jednostkę napędową stanowi aluminiowy silnik V12 o mocy 600 KM i momencie obrotowym 700 Nm. Napęd przekazywany jest na tylne koła za pośrednictwem 6-biegowej przekładni xTrac zamontowanej przy tylnej osi. Użyto hamulców tarczowych wykonanych z włókien węglowych i wyposażonych w 6-tłoczkowe zaciski Brembo. Kolejną modyfikacją było zastosowanie amortyzatorów firmy Koni i sprężyn Eibach. Samochód porusza się na 18-calowych felgach firmy OZ wykonanych z magnezu. Na wyżej wymienione felgi nakłada się opony Michelin o szerokości 14 cali. Masa pojazdu wynosi 900 kg. Przyspieszenie 0-100 km/h to 2,9 sekundy.
Na użytek Aston Martin Racing zbudowano 12 egzemplarzy. Dla odbiorców indywidualnych wyprodukowanych zostało 20 dodatkowych samochodów o numerach ramy 101-120.
Załogi Astona Martina biorą między innymi udział w takich wyścigach i seriach wyścigowych jak 24h Le Mans, Le Mans Series, American Le Mans Series czy FIA GT Championship.

## Dane techniczne
- Silnik – typ/ cylindry/ zawory Benz. V12/ 48
- Pojemność skokowa (cm³) 5935
- Moc maksymalna (KM) 600 KM przy 6500 obr./min.
- Maksymalny moment obrotowy 650 Nm przy 5500 obr./min.
- Skrzynia biegów Xtrac
- Przyspieszenie 0 – 100 km/h 2.9 s
- Długość x szerokość x wysokość (mm) 4687 x 1978 x 1195
- Masa własna 900 kg
- Napęd na koła Tylne
- Prędkość maksymalna: 354 km/h